# Cinderella (гурт)
Cinderella (укр. Попелюшка) — американський рок-гурт, заснований в 1983 році в Філадельфії. Незмінними учасниками групи протягом всієї її історії є вокаліст-гітарист і клавішник Том Кіфер, басист Ерік Бріттінгем і соло-гітарист Джеф ЛаБар.
Квартет Cinderella, який набув чималого розголосу в середині і наприкінці 80-х хард і блюз-рок, успішно функціонував аж до початку 1990-х років, приваблюючи публіку змішанням стилів Aerosmith і Led Zeppelin. Однак з настанням епохи гранджу, Cinderella втратили значну частину своєї аудиторії.

## Історія
Цей американський гурт з Філадельфії був сформований в 1983 році Томом Кіфером (гітара, вокал) і Еріком Бріттінгемом (бас) за участю Майкла Келлі Сміта (гітара) і Тоні Дестри (ударні). Останні двоє покинули склад колективу в 1985 році, сформувавши глем-метал квартет Britny Fox і були замінені Джеффом ЛаБаром (екс-White Foxx) і Джоді Кортезом, відповідно. Всі вони раніше були учасниками різних маловідомих груп. Спочатку вони грали в клубах Пенсильванії, відточуючи свою майстерність і намагаючись отримати контракт зі звукозаписними компаніями. За час клубних виступів колектив набув популярності, ставши чудовою концертною командою. Якось на виступі групи в одному з філадельфійських клубів хлопців помітив Джон Бон Джові, і команда йому так сподобалася, що він порекомендував компанії «Mercury/Polygram records» підписати контракт з «Сіндереллою». Незабаром після запису першого альбому Кортеза змінив Фред Коурі.

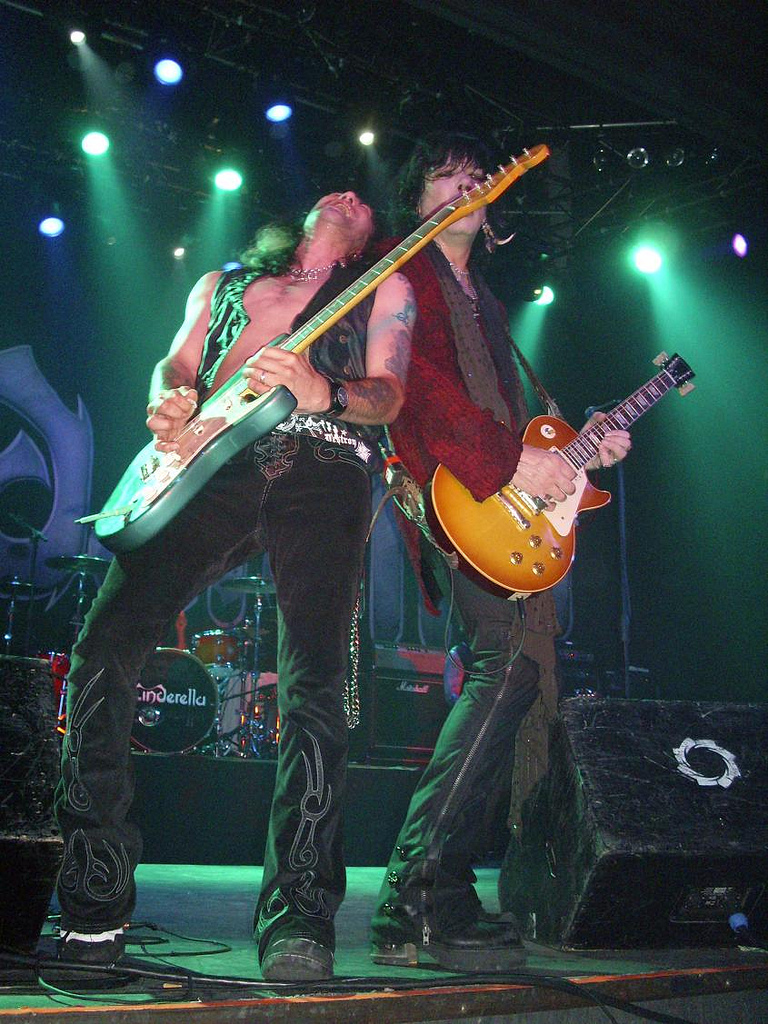

Перший альбом групи Cinderella «Night Songs» видано в 1986. На «Night Songs» відразу ж стали помітними неабиякі здібності Кіфера як талановитого автора композицій. Том виявився дуже здібним автором, пісні якого легко запам'ятовувалися. Альбом за шість тижнів став «золотим», а трохи пізніше завдяки дуже успішним синглами «Nobody's Fool» і «Somebody Save Me» — «платиновим». У тому ж році вони вирушають на гастролі в якості розігріву разом з Bon Jovi. Група стає все більш відомою. Окрім Bon Jovi, група виступала з AC/DC, Девідом Лі Ротом і Judas Priest.
Стиль колективу, чимось схожий на AC/DC і Aerosmith, разом з хриплуватим вокалом Тома стали досить-таки популярними, і їх композиція «Nobody's Fool» досягла тринадцятого рядка в американських чартах, а сам дебютний альбом посів третє місце. На другому диску «Long Cold Winter» вже був більш індивідуальний саунд. Cinderella виконувала оригінальний блюз-рок, що ідеально поєднувався з хриплими інтонаціями Кіфера. Особливим успіхом користувалися такі пісні, як «Gypsy Road», «Don't Know What You Got (Till it's Gone)» (штатівський № 12 у вересні 1988-го) і «Coming Home».
У 1988 році видано другий альбом «Long Cold Winter». Cinderella моментально стає однією із найвідоміших гуртів рок-музики. Колектив стає хедлайнером, гастролюючи всім світом.
Третій альбом «Heartbreak Station» був не такий простий для розуміння, як попередні роботи групи, і тому не мав такого гучного успіху. При його записі було використано безліч акустичних і слайд-гітар, а також саксофон і в деяких піснях цілий оркестр. До того ж мода стала дедалі більше схилятися в бік музики грандж, і глем-рок колективи стали втрачати свої позиції на ринку.
На третьому альбомі «Heartbreak Station» група використовувала елементи ритм-енд-блюзу, які надали альбому схожість з The Rolling Stones. Цей диск був менш успішним, ніж попередні, хоча композиція «Shelter Me» потрапила в американський Топ 40.
Відігравши чергове світове турне, гурт затих, тому що сталися деякі неприємні події: у Тома почалися проблеми з горлом і він був змушений деякий час перебувати під наглядом лікаря, колектив покинув Фред, його замінив Кевін Валентайн, який пішов під час запису четвертого альбому і замість нього взяли Рея Брінкера; померла мама Тома, і одна з кращих пісень нового альбому «Hard To Find The Words» присвячена їй.
Фред Коурі покнинув Сіндереллу заради гурту Arcade і на деякий час замість нього грав екс-ударник з Shadow King Кевін Валентайн. Кіфер ж позбувся проблем з голосовими зв'язками, хоча це вимагало тривалої перерви, перш ніж колектив зміг приступити до запису нового альбому. Його видали в 1994 році, альбом мав назву «Still climbing» та був вдалим поверненням групи до музичної діяльності, адже він був виконаний у стилі «Long cold winter». Ударником був Кенні Ааронофф — ударник Джона Мелленкампа. Cinderella ж у цей час підшукувала собі нового ударника по Інтернету. Зрештою, їм начебто це вдалося. Новим членом колективу став Кевін Конвей.
Четвертий альбом «Still Climbing» отримав хороші відгуки критики і непогано крутився на радіо, що було дуже символічно, адже Cinderella залишалася, мабуть, єдиною командою, що все більше віддалялась від 1980-х, яка відчувала себе відносно впевнено порівняно з Warrant, Skid Row, Poison та багатьма іншими, які перебували тоді в стадії напіврозпаду. Але мода на цю музику пройшла, MTV не хотіло більше крутити кліпи Cinderella, а віддані шанувальники не могли забезпечити високий рейтинг групи в чартах.
У 1995 році, після невдалих клубних виступів, Cinderella розпалася. Після цього Том почав роботу над сольним альбомом, йому допомагав Рей. Джеф не згадувався в пресі взагалі, а Фред продовжував грати у різних колективах.
У 1996 гурт у старому складі відіграв концерт-бенефіс у Нью-Джерсі і підготував збірку своїх найкращих робіт, записавши нову пісню. Їх останній диск «Once Upon A…» видано у 1997 році.
Після 1997 р. видавлись лише концертні записи та збірники. Така довга перерва була обумовлена проблемами з голосовими зв'язками у вокаліста, що почалися в 1991 році. За словами музиканта, ці проблеми вдалося вирішити; до 2010 року група планувала нове турне, а потім — запис нового матеріалу. Після відносно вдалого турне Європою і Америкою в 2010 році, Cinderella оголосила про тур на 2011 рік через 20 років, сама ж група відзначає цим туром свій 25-річний ювілей.Під час туру вони брали участь у фестивалі «Shout It Out Loud» у Німеччині. Влітку 2012 року колектив їде в тур США з участю колишнього вокаліста Skid Row Себастьяна Баха, який підтримував їх.
В березні 2013 року гурт відіграв в «Monsters rock-cruise» в 2013 році разом з такими групами, як Tesla, Kix, Queensriche та багато інших.
В грудні 2017 года Кіфер оголосив, що Сіндерелла не планує возз'єднуватися, пояснюючи, що «проблеми між членами групи не підлягають вирішенню».

## Дискографія
Студійні альбоми
- Night Songs (1986)
- Long Cold Winter (1988)
- Heartbreak Station (1990)
- Still Climbing (1994)
- Once Upon A …(1997) (Збірник)

## Учасники
- Том Кіфер — вокал, соло-, ритм- і акустична гітари, клавішні, піаніно, мандоліна, добро, саксофон, губна гармоніка
- Ерік Бріттінгем — бас-гітара, бек-вокал
- Джефф ЛаБар — соло-, ритм — і акустична гітара, бек-вокал
- Фред Коурі — ударні, перкусія, бек-вокал

### Концертні музиканти
- Гарі Корбетт — клавішні, бек-вокал

### Колишні учасники
- Майкл Смерик — соло і ритм гітари, бек-вокал (1983—1985)
- Тоні Дестра — ударні, перкусія (1983—1985; помер в 1987)
- Джим Дрнек — ударні, перкусія (1985—1986)
- Кевін Конвей — ударні, перкусія (1991)
- Кевін Валентайне — ударні, перкусія (1991—1993)

### Сесійні музиканти
- Джоді Кортез — ударні, перкусія (1986)
- Кенні Аронофф — ударні, перкусія (1994)

### Учасники турів
- Рік Крініті — клавішні, піаніно, орган, синтезатор, бек-вокал (1986—1995)
- Гарі Нутт — бас-гітара (1989, 2000)
- Рай Брінкер — ударні, перкусія (1994—1995)
- Джон Роджерс — ударні, перкусія (2009—2010)
- Упав Тайлор — клавішні, бек-вокал (2012)